# Чкламовски, Питер
Питер Чкамловски (англ. Peter Cklamovski; род. 16 октября 1978 года в Сиднее, Австралия) — австралийский футболист и тренер македонского происхождения.

## Биография
В раннем возрасте завершил игровую карьеру и занялся тренерской деятельностью. Работал помощником Анге Постекоглу в ряде команд и в сборной Австралии, где выполнял роль ассистента наставника и фитнес-тренера. Самостоятельную работу начал в юниорской сборной Австралии, затем несколько лет Чкамловски трудился с японскими клубами.
В конце декабря 2024 года стало известно, что Питер Чкамловски стал новым главным тренером сборной Малайзии. Перед ним была поставлена задача вывести национальную команду в финальный этап Кубка Азии 2027 года, который пройдет в Саудовской Аравии.